# Halecium flabellatum
Halecium flabellatum is een hydroïdpoliep uit de familie Haleciidae. De poliep komt uit het geslacht Halecium. Halecium flabellatum werd in 1935 voor het eerst wetenschappelijk beschreven door Charles McLean Fraser. 